# Teksid
Teksid S.p A é uma empresa italiana com sede em Carmagnola, especializada na produção de ferro e peças fundidas para a indústria automotiva. Originalmente conhecida como Ferriere Piemontesi, a Teksid é de propriedade da Stellantis e de seus antecessores Fiat Chrysler Automobiles (2014-2020) e Fiat Sp A. (1978-2017). A empresa foi renomeada Teksid em janeiro de 1978.
Em 1998, a montadora francesa Renault uniu seu negócio de fundição com a Teksid, criando uma mudança de propriedade com uma participação de 66,5% para Fiat e 33,5% para Renault. Em 2013, a Fiat aumentou sua participação para 84,8% e a Renault obteve 15,2%.
A empresa possui sete fábricas (quatro na Europa e uma na América do Sul, América Central e China) e emprega 7.000 pessoas. A Teksid produz blocos de motores, cabeçotes, componentes de motores, peças de transmissão, caixas de câmbio e suspensões. Em 2012, a empresa reportou uma receita total de € 780 milhões, uma queda de 15% em relação a 2011.
Os produtos da Teksid são usados por várias empresas do grupo Stellantis e também vendidos para empresas terceirizadas, incluindo Cummins, Ford e General Motors .
A empresa foi presidida por Sergio Marchionne e a subsidiária é administrada em nível de grupo pelo COO Riccardo Tarantini, juntamente com a subsidiária Comau .
Em dezembro de 2019, foi anunciado que a Stellantis havia concordado em vender o negócio global de componentes automotivos de ferro fundido da Teksid para a Tupy S.A. O negócio de alumínio da Teksid não foi incluído na transação e continua sendo um ativo estratégico no portfólio da Stellantis.